# 塔甘卡站 (莫斯科地鐵環狀線)
塔甘卡站（羅馬化：Taganskaya）是莫斯科地鐵的一個車站，開通於1950年1月1日。塔甘卡站是環狀線的車站，也是環狀線第一批開通的車站之一，站名來自於塔甘卡廣場。車站的設計者是K. Ryzhkov和A. Medvedev。塔甘卡站裝飾十分華麗，裝飾風格以俄羅斯傳統工藝為主。